# Sherpur Sadar
Sherpur Sadar è un sottodistretto (upazila) del Bangladesh situato nel distretto di Sherpur, divisione di Mymensingh. Si estende su una superficie di 360,01 km² e conta una popolazione di  497.179 abitanti (censimento 2011).